# World Pool League 2006
Die World Pool League 2006 war die neunte und letzte Auflage eines von Matchroom Sport und der WPA (World Pool-Billiard Association) ausgerichtetes 9-Ball-Poolbillardturniers. Es fand, wie alle acht vorherigen Turniere, im polnischen Warschau statt. Austragungsort war das N.O.T. Building. Sieger wurde der Filipino Dennis Orcollo durch ein 8:5-Finalsieg über den Niederländer Niels Feijen.

## Turnierverlauf

### Gruppenphase
Eingeladen waren sechs der besten Poolbillardspieler der Welt, die zunächst in der Gruppenphase die vier Halbfinalplätze ausspielten. Es wurde nach dem Modus Jeder gegen Jeden gespielt, wobei ein Sieg zwei und ein unentschieden einen Punkt Wert war.
| Platz | Nation            | Name             | S1 | U2 | N3 | Punktverhältnis | Gesamtpunktzahl |
| ----- | ----------------- | ---------------- | -- | -- | -- | --------------- | --------------- |
| 1.    | Philippinen       | Dennis Orcollo   | 1  | 4  | 0  | 26:24           | 6               |
| 2.    | Niederlande       | Niels Feijen     | 2  | 1  | 2  | 27:23           | 5               |
| 3.    | Deutschland       | Thorsten Hohmann | 2  | 1  | 2  | 25:25           | 5               |
| 4.    | Deutschland       | Ralf Souquet     | 1  | 3  | 1  | 25:25           | 5               |
| 5.    | Chinesisch Taipeh | Chang Pei-Wei    | 2  | 1  | 2  | 24:26           | 5               |
| 6.    | Polen             | Radosław Babica  | 1  | 2  | 2  | 23:27           | 4               |

- 1S = Sieg
- 2U = Unentschieden
- 3N = Niederlage

### Halbfinals
Aus der Gruppenphase ergaben sich die Partien Dennis Orcollo gegen Ralf Souquet und Niels Feije gegen Thorsten Hohmann. Orcollo konnte gegen Souquet mit 8:5 gewinnen, obwohl dieser bereits mit 4:1 geführt hatte. Im zweiten Spiel konnte Feijen Hohmann mit 8:2 deutlich schlagen, sodass sich das Finale zwischen Dennis Orcollo und Niels Feijen ergab.

### Finale
Im Finale konnte sich Orcollo schnell eine 3:1-Führung herausspielen, Feijen kam jedoch wieder auf 3:3 heran. Am Ende gewann Orcollo mit 8:5 und konnte sich so das Preisgeld in Höhe von 20.000 britischen Pfund sichern.

## Preisgelder
Insgesamt wurden 50.000 US-$ ausgeschüttet.
| Turnierplatzierung       | Preisgeld |
| ------------------------ | --------- |
| 1. Platz (Turniersieger) | 20.000 $  |
| 2. Platz (Finalist)      | 10.000 $  |
| 3. Platz (Halbfinalaus)  | 7.000 $   |
| 5. Platz (Vorrundenaus)  | 3.000 $   |